# Алексий (Мосхонас)
Архиепи́скоп Алекси́й (греч. Αρχιεπίσκοπος Αλέξιος, в миру Але́ксиос Мосхона́с, греч. Αλέξιος Μοσχονάς; род. 1954, Лехена) — епископ Иерусалимской православной церкви, архиепископ Тивериадский. Патриарший эпитроп в Газе.

## Биография
Прибыл в Иерусалим в 1967 году. Поступил в Патриаршую школу в Иерусалиме.
В 1972 году был пострижен в монашество и рукоположён во иеродиакона.
По окончании Патриаршей школы в Иерусалиме поступил на богословский факультет Афинского университета.
В 1975 году рукоположён в сан иеромонах.
В 1978 году окончил богословский факультет в Афинах и был возведён в достоинство архимандрита.
Служил секретарем Патриаршей канцелярии. В 1979 году был назначен церемониймейстером Патриархии и директором Патриарших музея и галереи.
В марте 1991 года был избран членом Священного Синода Иерусалимской Православной Церкви. 1 ноября того же года избран епископом Порфиропольским. Архиерейская хиротония состоялась 23 ноября 1991 года.
В июне 1996 года был избран архиепископом Тивериадским и назначен председателем Учебного совета.
В 2001 году был определён патриаршим представителем в Газе.
В августе 2005 года на выборах Патриарха Иерусалимского получил один голос.